# Artediellus camchaticus
Artediellus camchaticus és una espècie de peix pertanyent a la família dels còtids.

## Descripció
- Tant el mascle com la femella fan 16,5 cm de llargària màxima i 370 g de pes.[5][6][7]

## Hàbitat
És un peix marí, demersal i de clima temperat que viu entre 25-520 m de fondària (normalment, entre 80 i 180).

## Distribució geogràfica
Es troba al Pacífic nord-occidental: des de Hokkaido (el Japó) fins a l'oest del mar de Bering.

## Longevitat
La seua esperança de vida és de 9 anys.

## Observacions
És inofensiu per als humans.